# Chilolac
La Sociedad Agrolácteos de Chiloé S.A, más conocida como Chilolac, es una empresa chilena de leche y sus derivados de la ciudad de Ancud (Región de Los Lagos, Chile). Fue fundada como cooperativa el 1 de octubre de 1969 y agrupó a unos pocos productores de la zona. En sus comienzos la planta, ubicada en el kilómetro 1107 de la Carretera Panamericana, en el acceso sur de la ciudad de Ancud, tenía una capacidad de procesar 25 000 litros. Hoy en día tiene una capacidad de procesar 130 000 litros diarios. Tras su quiebra, fue rematada en octubre de 2008 y la adquirió la familia Becker Álvarez, convirtiéndose así en una empresa privada. Sus productos principales son el queso, la mantequilla y el yogur.